# Gioan Baotixita Trần Hữu Đức
Gioan Baotixita Trần Hữu Đức (1891–1971) là một Giám mục Công giáo của Việt Nam. Ông nguyên là Giám mục chính tòa tiên khởi của Giáo phận Vinh từ năm 1960 đến năm 1971. Khẩu hiệu Giám mục của ông là "Hãy Dọn Đường Chúa".
Thời kỳ linh mục Tổng quản Đại giám cũng như Giám quản Tông Tòa Địa phận Vinh, linh mục Trần Hữu Đức nổi tiếng với các hoạt động khác nhau như cố gắng khai mở Tiểu chủng viện Địa phận, thành lập phong trào Liên đoàn Giáo phận, đảm nhiệm vai trò cố Vấn. Tiến hành xuất bản báo Tiến hành và tạp chí Xây dưng. Trong thời kỳ hậu cách mạng tháng Tám, linh mục Trần Hữu Đức ủng hộ chính quyền Việt Nam kháng chiến, xây dựng Tổ quốc.

## Thân thế và tu tập
Giám mục Gioan Baotixita Trần Hữu Đức sinh ngày 22 hoặc 24 tháng 6 năm 1891 tại Thổ Hoàng, Phước Tân (nay thuộc xã Điền Mỹ, huyện Hương Khê), tỉnh Hà Tĩnh, thuộc Giáo phận Vinh (nay khu vực này thuộc Giáo phận Hà Tĩnh). Thân phụ là ông Trần Hùng, nguyên quán giáo xứ Thọ Ninh, phủ Đức Thọ (nay thuộc xã Liên Minh, huyện Đức Thọ), tỉnh Hà Tĩnh đã theo tổ tiên nhập cư tại giáo xứ Thổ Hoàng từ ba đời. Ông Trần Hùng từng trợ giúp linh mục Nguyễn Hoàng – Lễ Bộ Tả Tham Tri ở Huế, dưới triều vua Đồng Khánh. Tại đây, ông Trần Hùng kết hôn với bà Thị Nhiều, người Quảng Nam.
Ông Trần Hùng và vợ có tất cả bốn người con, một người con trai qua đời từ nhỏ. Giám mục Trần Hữu Đức là là người con thứ ba trong gia đình, tên gốc gia đình gọi là Gioan Baotixita Long. Sau khi linh mục Nguyễn Hoàng hồi hưu, gia đình giám mục Đức trở về Hà Tĩnh ở thời gian ngắn tại Thổ Hoàng sau đó sang định cư tại Thổ Vương.
Năm cậu bé Trần Hữu Đức lên 10 tuổi, cha ông qua đời. Năm 12 tuổi (1903), cậu quyết định đi theo con đường tu trì, đến làm nghĩa tử linh mục Liên, một vị linh mục thông minh và đạo đức. Sau thời gian ngắn học tập với linh mục Liên, chị cả cậu bé Đức cũng qua đời. năm 1908, cậu bé được cho nhập học tại chủng viện Xã Đoài và đổi tên là Gioan Baotixita Đức. Trong thời gian học tập với Chủng sinh Đức có tư chất thông minh và siêng năng học tập, cậu đứng đầu tất cả các niên khóa tại trường.
Chủng sinh Trần Hữu Đức tốt nghiệp chủng viện năm 1914 và được bổ nhiệm làm trợ tá linh mục Nhàn trong công việc giảng dạy cho các tân tòng tại giáo họ Thanh Bích thuộc giáo xứ Đông Tháp. Sau ba năm trợ giúp linh mục Nhàn, năm 1917, chủng sinh Trần Hữu Đức được bổ nhiệm làm giáo sư Đại Chủng viện.
Năm 1920, chúng sinh Trần Hữu Đức cùng với chủng sinh Phaolô Trần Đình Nhiên cử đi học trường Penang bảy năm. Trong thời gian này, mẹ và em gái chủng sinh Đức qua đời. Với sự ra đi này, gia đình 6 người của chủng sinh Trần Hữu Đức chỉ còn mỗi ông còn sống.
Chúng sinh Trần Hữu Đức theo học ở trường Penang bảy năm và nổi tiếng là một chủng sinh giỏi. Ngày 15 tháng 8 năm 1925, chủng sinh Đức chính thức nhập hàng giáo sỹ và chỉ trong khoảng thời gian rất ngắn là một năm, chủng sinh Đức lãnh nhận bốn chức nhỏ trong hàng giáo sĩ. Ngày 15 tháng 8 năm 1926, chủng sinh Trần Hữu Đức nhận chức phụ phó tế rồi tiến đến chức phó tế vào ngày 8 tháng 9 cùng năm. Vì thời gian du học đã kết thúc, chủng sinh Trần Hữu Đức trở về quê hương.

## Linh mục
Sau khi trở về Việt Nam, Phó tế Gioan Baotixita Trần Hữu Đức được truyền chức linh mục ngày 2 tháng 4 năm 1927 tại nhà thờ chính tòa Xã Đoài, Giáo phận Vinh. Vị chủ phong cử hành nghi thức truyền chức là Đại diện Tông Tòa Địa phận Vinh André Léonce Joseph Eloy Bắc. Sau khi thụ phong linh mục, linh mục Đức được bổ nhiệm làm Giáo sư dạy Latinh, Pháp Văn, Lịch sử Giáo hội trong Tiểu Chủng viện Xã Đoài Nghệ An. Năm 1939, giám mục Địa phận cử ông làm linh mục Chính xứ Giáo xứ Kẻ Gai. Năm 1942, giám mục Địa phận lại thuyên chuyển linh mục Đức làm linh mục Chánh xứ Giáo xứ Vạn Lộc.
Tại Việt Nam, cuộc cách mạng tháng Tám bùng nổ làm chuyển biến đến tình hình chính trị cũng như tôn giáo. Nhận thấy sự đổi mới này, Giám mục Đại diện Tông Tòa Vinh là Giám mục Eloy Bắc quyết định yêu cầu linh mục Tổng đại diện kiêm Trưởng hạt Xã Đoài là linh mục Châu họp Hội đồng Linh mục Địa phận. Cuộc họp diễn ra vào ngày 27 tháng 7 năm 1945. Tại cuộc họp này, linh mục Châu chọn linh mục Trần Hữu Đức làm Tổng quản Đại giám, chuyên lo về nội trị và ngoại giao. Theo linh mục Lê Ngọc Bích, trước đó, sau khi cách mạng thành công, có phái đoàn chính quyền xã Nghi Lộc, tỉnh Nghệ An đến Tòa giám mục, chủng viện và giải thích cho các giáo sĩ, tu sĩ và chủng sinh biết về hoàn cảnh mới, đồng thời đề nghị các giáo sĩ Pháp trao lại quyền quản lý địa phận cho giáo sĩ Việt Nam. Sau đó một hai ngày, các giáo sĩ Pháp bị đưa đi tập trung tại Nhà xứ Cầu Rầm (thành phố Vinh). Giữa hoàn cảnh này, các giáo sĩ Địa phận họp tại Xã Đoài ngày 27 tháng 8 năm 1945 và bầu chọn linh mục Trần Hữu Đức làm Tổng quản. Theo linh mục Trương Bá Cần, việc bầu chọn này không được giáo sĩ Pháp công nhận và cũng không bị bác bỏ; trong khi chức danh "Tổng quản" không hề có trong Giáo luật Công giáo.
Giữa tình thế khó khăn của Địa phậm, giám mục André Léonce Joseph Eloy Bắc qua đời sau 46 năm cai quản Địa phận. Trong thời gian giữ nhiệm vụ Tổng quản, linh mục Gioan Baotixia Trần Hữu Đức gặp rất nhiều khó khăn. Chính ông quyết định vận động thành lập Liên Đoàn Giáo phận nhà ngày 3 tháng 6 năm 1946 và nhậm chức Tối cao Cố vấn. Liên đoàn có nền tảng chắc chắn, phá triển mạnh dưới thời linh mục Trần Hữu Đức. Ngoài ra, linh mục Đức cũng cho xuất bản tờ báo Tiến Hành, tạp chí Xây dựng. Trong thời kỳ làm Giám quản, linh mục Trần Hữu Đức ra sức tìm cách mở lại trường Tiểu chủng viện. Trước đó, tiểu chủng viện bị đóng cửa từ ngày 1 tháng 5 năm 1946. Sau hơn hai năm, từ ngày 29 tháng 5 năm 1948, Tiểu chủng viện đón các chủng sinh về tiếp tục tu học.
Linh mục Trần Hữu Đức bảy tỏ quan điểm rất ủng hộ chính quyền trong công cuộc kháng chiến, xây dựng Tổ quốc.
Tòa giám mục Địa phận trống tòa trong 5 năm sau cái chết của Giám mục Bắc. Nhận thấy các đóng góp tích cực của linh mục Trần Hữu Đức, ngày 19 tháng 7 năm 1950, Thánh Bộ Truyền giáo tại Rôma quyết định bổ nhiệm linh mục này làm Giám quản Tông Tòa Địa phận Vinh. Tin tức bổ nhiệm đến Địa phận sau đó vào ngày 4 tháng 11 Tin vui ấy đến với Địa phận ngày 4 tháng 11 năm 1950. Trở thành Giám quản Địa phận, ngày 21 tháng 2 năm 1951, linh mục Trần Hữu Đức cho mở lại trường Thần học sau hơn bốn năm bị đóng cửa. Sau khi tái khai mở, cuối tháng 3 năm 1951, đã có 7 tân linh mục truyền chức tại Thanh Hóa. Tân giám quản quyết định cải tổ hàng giáo phẩm, cải tổ các Phước viện,.. và công bố bản "Đường lối Hiện thời Của Người Công giáo".

## Giám mục Vinh
Ngày 14 tháng 6 năm 1951, Tòa Thánh bổ nhiệm linh mục Gioan Baotixita Trần Hữu Đức, hiện đang là linh mục Giám quản Tông tòa giáo phận Vinh, làm Giám mục Hiệu tòa Nicietane, Đại diện Tông Tòa Hạt Đại diện Tông Tòa Vinh. Tòa Khâm Mạng Huế trao đến tay Giám mục Trần Hữu Đức quyết định bổ nhiệm này sau đó vào ngày 19 tháng 8 cùng năm. Nhận được tin bổ nhiệm, tân giám mục Trần Hữu Đức lo lắng, nhiều lần định từ chối nhưng nhiều linh mục địa phận khuyên nhủ 
Lễ tấn phong Giám mục cho Tân giám mục được tổ chức vào ngày 16 tháng 9 năm 1951 tại nhà thờ chính tòa Giáo phận Thanh Hóa. Chủ phong giám mục cho ông là Giám mục Louis-Christian-Marie de Cooman Hành, giám mục Đại diện Tông Tòa Hạt Đại diện Tông Tòa Thanh Hóa.
Năm 1954, sau khi các bên ký hiệp định Genève, phong trào di cư nổi lên mạnh mẽ. Tại Địa phận Vinh, một số giáo dân từ Quỳnh Lưu khởi đầu cho chuyến di cư này, sau đó tiếp theo là các giáo dân tại Phủ Diễn, Vinh, Nam Đàn, Cửa Lò, Xã Đoài, Hà Tĩnh và Quảng Bình. Ngoài số giáo dân di cư lên đến 50.000 người, nhiều chủng sinh, linh mục cũng di cư. Giám đốc Đại chủng viện Xã Đoài là linh mục Trần Thanh Ngoạn cũng quyết định di cư. Giám mục Trần Hữu Đức mất tinh thần trước sự kiện này.
Ngày 24 tháng 11 năm 1960, cùng với việc thành lập hàng giáo phẩm Việt Nam, Giám mục Trần Hữu Đức được Tòa Thánh bổ nhiệm làm Giám mục chính tòa Tiên khởi của Giáo phận Vinh. và ông giữ chức vụ này cho đến khi qua đời vào ngày 5 tháng 1 năm 1971. Ông là vị giám mục chính tòa giáo phận Vinh đầu tiên xuất thân từ chính giáo phận này.
Chiến tranh Việt Nam ngày càng ác liệt, quân Mỹ can thiệp và oanh tạc miền Bắc, trong đó có giáo phận Vinh từ năm 1966 đến năm 1972. Các cơ sở của giáo phận như nhà thờ chính tòa, các cơ sở của giáo phận, Đại chủng viện, Tiểu chủng viện, Trường tập, bệnh viện đều biến thành đống đổ nát, các hòm thánh tích cũng chịu chung số phận. Đặc biệt, ngày 24 tháng 3 năm 1969, nhiều giáo dân, tu sỹ, giáo sỹ, linh mục và cả Giám mục Phó Phaolô Nguyễn Đình Nhiên thiệt mạng.

## Tông truyền
Giám mục Gioan Baotixita Trần Hữu Đức được tấn phong giám mục năm 1951, thời Giáo hoàng Piô XII, bởi:
- Giám mục Chủ phong: Giám mục Đại diện Tông Tòa Hạt Đại diện Tông Tòa Thanh Hóa Louis-Christian-Marie de Cooman Hành.

Giám mục Gioan Baotixita Trần Hữu Đức là Giám mục Chủ phong cho giám mục:
- Năm 1963, Giám mục Phaolô Trần Đình Nhiên, cố giám mục Phó Giáo phận Vinh.

## Sách tham khảo
- Lê Ngọc Bích (1995), Nhân vật Công Giáo Việt Nam - Tập Bốn: Các vị giám mục một thời đã qua (1933-1995)